# Cafelândia (Paraná)
Cafelândia est une municipalité brésilienne située dans l'État du Paraná.